# Didymaotus
Didymaotus é um género botânico pertencente à família Aizoaceae.